# 长乐抬阁故事会
长乐故事会是在湖南省汨罗市长乐镇传统春节民俗活动中的一种抬阁表演形式。从正月初一至元宵节期间，长乐人分成上市街和下市街两个团体举行故事会竞演。

## 历史
据考证起源于隋唐，盛于明清，是从每年正月举行的祭祀活动与上元闹花灯中演变而产生。
2006年，长乐故事会被列为首批湖南省省级非物质文化遗产重点保护项目。2008年10月，作品《大战陆文龙》荣获第七届中国民间艺术节暨“山花奖”中国民间飘色（抬阁）艺术展演银奖。2011年被列入第三批国家级非物质文化遗产代表性项目名录。

## 内容
抬阁故事内容多为历代忠孝节义故事和民间传说故事，故事会巡游表演时，以民间历史故事典型代表的突出人物、事件、画面为镜头，伴随会旗、彩旗、牌匾、彩灯、锣鼓、乐队等，再配以玩彩龙、舞火龙、舞狮、彩莲船、腰鼓等民俗游艺队伍，通过上街与下街一比高低来吸引观众。

### 分类[3]
分为地故事、地台故事、高彩故事、高跷故事四大类。
- 地故事：直接在地上行走，由一个或多人组合作哑剧表演。
- 地台故事：又称矮故事，人物着戏妆在平台上表演，平台做好装饰，由四人肩抬，或置于车上推行。
- 高彩故事：又称高故事，用长约二米的圆钢弯曲成形，固定在平台，上下两人妆办表演。
- 高跷故事：表演者勾脸谱着戏装，手持道具，脚踩高跷表演。

## 传承人

### 国家级
- 陈范兴，男，汉族，1952年8月出生，2012年被认定为抬阁（长乐抬阁故事会）国家级代表性传承人。上市街故事会第十八代传人。[4]
- 李阳波，男，汉族，1954年6月出生，2018年被认定为抬阁（长乐抬阁故事会）国家级代表性传承人。下市街故事会第十八代传人。[5]